# Elena Bonner
Pour les articles homonymes, voir Bonner.
Elena Gueorguievna Bonner (en russe : Елена Георгиевна Боннэр) est une pédiatre et militante pour la défense des droits de l'homme en URSS, née le 15 février 1923 à Mary et morte à Boston le 18 juin 2011.
Elle fut l'épouse du prix Nobel de la paix Andreï Sakharov.

## Biographie
De père arménien et de mère juive, Elena Bonner a été élevée par sa grand-mère, Batania, qui lui transmet une culture judéo-russe, plutôt conservatrice. Sa mère ne montre pas grand intérêt pour l'éducation de ses enfants et est plongée dans le combat pour l'idéal révolutionnaire. En 1937, ses parents, activistes du Parti communiste, sont arrêtés lors des « Grandes Purges » staliniennes ; son père, Guevork Alikhanov, est exécuté et sa mère, Ruth Bonner, condamnée à huit ans de travail forcé au camp de Karaganda dans le Kazakhstan. Non autorisée à regagner Léningrad, elle s'installa non loin du camp, à Louga, où elle travailla comme lingère. Elle ne fut réhabilitée qu'en 1954 et put retourner à Léningrad.
Elena Bonner adhéra au Parti communiste en 1956 et cessa de payer ses cotisations de membre en 1968, après l'invasion de la Tchécoslovaquie par le pacte de Varsovie.
Elena rencontra son futur mari dans le comité pour la défense des droits de l’Homme et la défense des victimes politiques, que Sakharov avait créé. Pendant les vingt années de leur vie conjugale, elle fut son assistante, sa collaboratrice la plus proche et son porte-parole. Elle a représenté Sakharov lors de la cérémonie de remise du prix Nobel de la paix en 1975. Et puis elle a reçu le prix Rafto en 1991. Elle a également siégé  au sein du conseil consultatif de la Victims of Communism Memorial Foundation